# Titanat
Titanati su neorganska jedinjenja koja se sastoje od titan oksida. U nekim slučajevima, termin se koristi u širem smislu za označavanje anjona titana, npr. [6]2- i [7]2-. 
Znatan broj vrsta oksida titana je poznat. Neki od njih imaju komercijalni značaj. Ti materijali su tipično beli, dijamagnetični, teško-topljivi, i nerastvorni u vodi. Oni se pripremaju na visokim temperaturama iz titan dioksida. U skoro svim slučajevima, titan ima oktaedralnu koordinatnu geometriju.

## Ortotitanati
Ortotitanati imaju formule  gde je M divalentan. Primer takvog materijala je magnezijum titanat, koji poprima spinelnu strukturu.  se ne smatra titanatom pošto ima strukturu kamene soli, i nema jon titana. Ortotitanati skoro nikad nemaju TiO44- centre. Izuzetak je .

### Titanska kiselina i estri
Titanska kiselina (ortotitanska kiselina ili titan hidroksid) je supstanca sa formulom  (CASNo 20338-08-3). Ovaj materijal, koji nije dobro definisan, se dobija hidrolizom TiCl4. Titanska kiselina je nestabilna u čvrstom stanju. Dolazi do gubitka vode i formiranja titan dioksida. Estri ortotitanske kiseline su poznati, npr. titan izopropoksid. Estri izvedeni iz manjih alkohola imaju kompleksne strukture u kojima titan nema oktaedralnu koordinaciju, npr. 3)16.